# Cecilie Christine Schöller

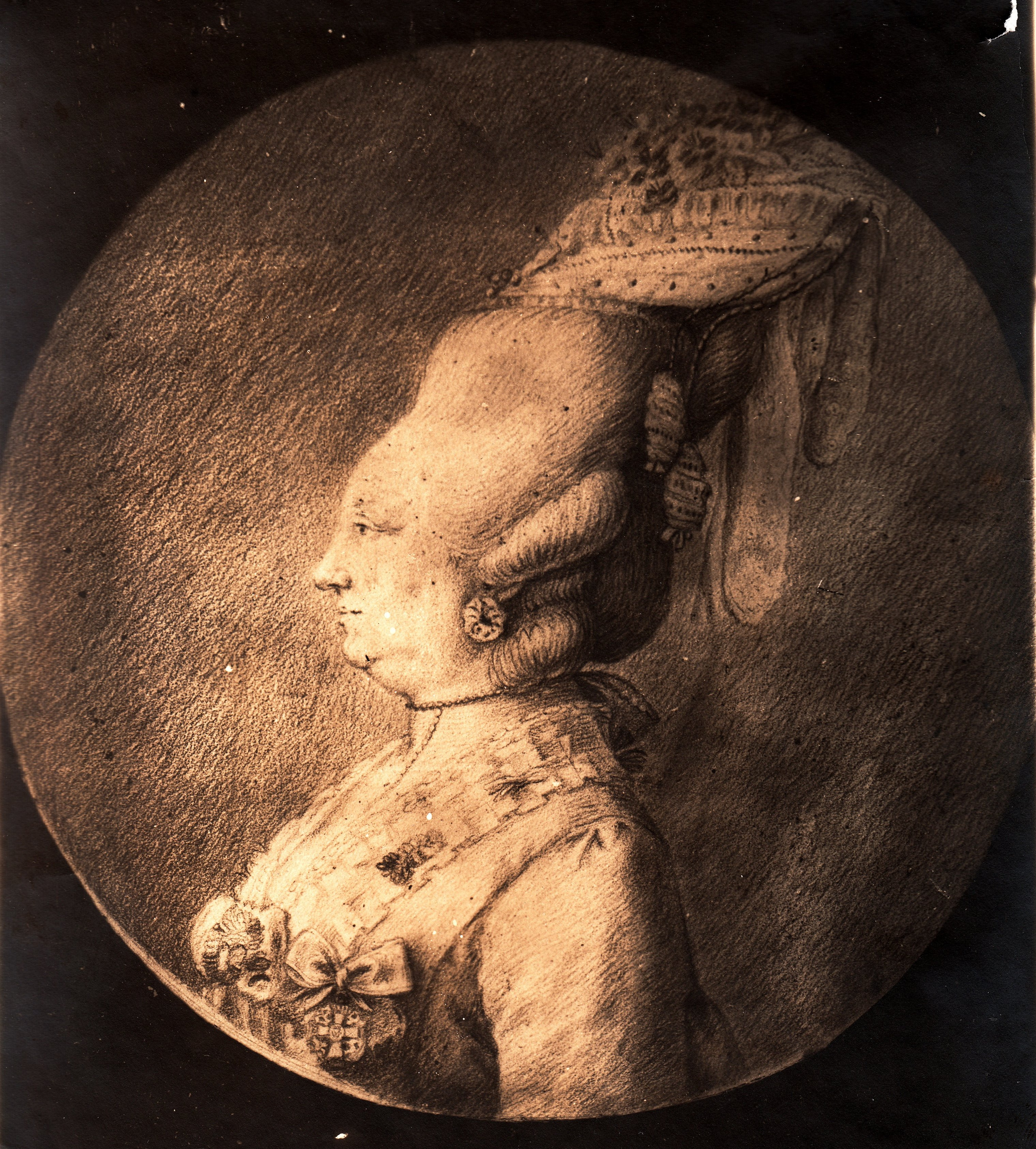
Cecilie Christine von Schøller

Cecilie (Sidsel) Christine Schøller, född på Teie vid Tønsberg 1720, död 1786 i Köpenhamn, var en norsk affärsidkare. Hon lät uppföra Skandinaviens största träpalats under 1770-talet, Stiftsgården i Trondheim, som senare blev stadens kungliga residens. Hon ses som en representant för Trondheims kulturella blomstringstid på 1700-talet. 
Hon var dotter till kommanderende general nordenfjells, Johan Frederik Frølich (1681–1757), och Hilleborg von Wettberg (1684–1771), och gifte sig 1742 med stiftamtmann, konferensråd och kammerherre Stie Tønsberg Schøller (1700–1769). Hon växte upp på godset Teie gård vid Tønsberg och flyttade till Trondheim 1740, där hon gifte sig 1742. Maken var en central medlem av Det Kongelige Norske Videnskabers Selskab och tillhörde stadens elit. Då hon blev änka 1769 drev hon själv makens företag så som sågbruket Leira vid Nidelva, och blev en framgångsrik företagare. Hon var också en betydelsefull finansiär och donator till Det Kongelige Norske Videnskabers Selskab. 
Åren 1774-1778 lät hon uppföra Skandinaviens största träpalats i Trondhjem. Det var menat för representation och hon fortsatte att bo i ett mer diskret borgarhus. Palatset såldes till staten 1800 och fungerade som residens för stiftamtmannen, därav namnet Stiftsgården, samt stadens officiella kungliga residens. 1775 uppförde hon lusthuset Cecilienborg utanför staden, vars allée stod öppen för allmänheten. 
Schøller reste ofta, och flyttade 1783 permanent till Köpenhamn med sin dotterson. Hon fick 1769 orden L'union parfaite, och 1776 titeln geheimerådinne: detta var den högsta titeln en borgerlig kvinna i Norge hade fått, och hon var dessutom unik som den enda kvinna som alls fått titeln på egna meriter snarare än som delaktig i en makes upphöjelse. 